# Чёрный верблюд
«Чёрный верблюд» (англ. The Black Camel) — детективный фильм с элементами комедии режиссёра Хэмилтона Макфэддена, который вышел на экраны в 1931 году. Название фильма происходит от афоризма, который произносит главный герой картины, полицейский детектив из Гонолулу Чарли Чан: «Смерть — это чёрный верблюд, который непрошеным становится на колени у каждых ворот».
В основу фильма положен одноимённый роман американского детективного писателя Эрла Дерра Биггерса, который был опубликован в 1929 году. Это второй фильм, в котором главную роль детектива Чарли Чана исполняет Уорнер Оулэнд, и единственный сохранившейся из первых пяти фильмов о Чане с Оулэндом в главной роли.
Действие картины происходит в Гонолулу, где прибывшую на съёмки кинозвезду Шилу Фэйн (Дороти Ревьер) убивают в её гримёрной палатке. Среди подозреваемых оказываются её жених, миллионер и путешественник Алан Джейнс (Уильям Пост-младший), её бывший муж, актёр Роберт Файф (Виктор Варкони), её духовный наставник, мистик и предсказатель Тарневарро (Бела Лугоши), компаньонка актрисы Джули О’Нил (Салли Эйлерс), потенциальный жених Джули, директор по рекламе Джимми Брэдшоу (Роберт Янг), художник и пляжный бродяга Смит (Мюррей Киннелл), а также двое слуг, Джессап (Дуайт Фрай) и Анна (Вайолет Данн). После того, как убивают Смита, Чарли Чан (Уорнер Оулэнд) постепенно разбирается со всеми уликами и разоблачает убийцу, а также раскрывает убийство ещё одного актёра трёхлетней давности.
Фильм получил положительные оценки критики, отметившей актуальную на тот момент тему истории с голливудским убийством, интересные натурные съёмки на Гавайах, а также отличную актёрскую игру, особенно со стороны Оулэнда и Лугоши.
Этот фильм стал дебютным для популярного в будущем актёра Роберта Янга.

## Сюжет
Голливудская кинозвезда Шила Фэйн (Дороти Ревьер), которая прибыла на съёмки в Гонолулу, советуется со своим духовным наставником, медиумом Тарневерро (Бела Лугоши) о том, стоит ли ей выходить замуж за богатого путешественника Алана Джейнса (Уильям Пост-младший), с которым она познакомилась несколько дней назад на корабле по пути на Гавайи. На сеансе перед хрустальным шаром Шила признается Тарневерро, что три года назад она влюбилась в своего партнёра по фильму Денни Мэйо и что она была в его доме в ту ночь, когда он был убит.
Взволнованная после консультации, Шила сообщает своей компаньонке Джули О’Нил (Салли Эйлерс), что не может выйти замуж за Алана. Служанка Шилы по имени Анна (Вайолет Данн), приносит хозяйке украшение из живых орхидей, которое прислал приехавший в город бывший муж Шилы, актёр Роберт Файф (Виктор Варкони). Анна видит, как Шила разрывает фотографию Денни Майо и выбрасывает её, что вызывает у служанки резкое отвращение. Анну утешает дворецкий Джессоп (Дуайт Фрай), который влюблён в неё и, по его собственным словам, готов сделать для неё всё, что угодно. Тем же вечером проходит званый ужин в честь Шилы, однако её самой нет. Взволнованная Джули вместе со своим женихом, местным директором по рекламе Джимми Брэдшоу (Роберт Янг) отправляется на поиски Шилы, обнаруживая её зарезанной в гримёрной палатке. Несмотря на протесты Джимми, Джули снимает изумрудное кольцо с пальца Шилы и забирает его себе.
В ходе расследования инспектор полиции Гонолулу Чарли Чан (Уорнер Оулэнд) находит рядом с телом Шилы раздавленное украшение из орхидей, у которого отсутствует заколка. Он также замечает на песке около гримёрки след от дырявого ботинка. Чан собирает гостей вечеринки, и произносит старую поговорку: «Смерть — это чёрный верблюд, который непрошеным становится на колени у каждых ворот». Вскоре помощник Чана Кашимо (Отто Ямаока) находит разорванную фотографию Мэйо, некоторые важные фрагменты которой успевают спрятать Тарневерро и Джули. Затем Кашимо приводит пляжного бродягу, обнищавшего художника по имени Смит (Мюррей Киннелл), следы от ботинок которого совпадают со следами, найденными возле гримёрки. Когда Смит начинает рассказывать, что он услышал в палатке, его резко перебивает Файф, сознаваясь, что это он убил Шилу. Не в состоянии всё это вынести, Алан хочет немедленно уехать и тем же вечером на корабле отплыть на материк. Чан однако приходит к заключению, что Файф не мог находиться в палатке в момент убийства, так как за десять минут до этого момента его видели в театре. Детектив просит всех собравшихся не покидать остров.
Вечером Смит, который остро нуждается в деньгах, приходит к Файфу, предлагая ему свою картину за 500 долларов. В случае, если Файф откажется, Смит угрожает рассказать всем о том, что он подслушал в гримёрке Шилы. Файф даёт художнику 100 долларов и обещает заплатить ещё 200 долларов через две недели. Когда довольный Смит возвращается домой по пляжу, кто-то невидимый стреляет в него из пистолета. Тем временем Джули под давлением Джимми признается Чану, что взяла кольцо Шилы с изумрудом из-за гравировки, которую на нём сделал Мэйо. По словам Джули, Шила просила подругу сохранить её отношения с Майо в секрете. Отдыхающая в гостинице австралийская пара Макмастерсов (Мэри Гордон, Джей М. Корриган) обеспечивает алиби Тарневерро, сообщая, что он провёл вечер убийства в их компании. Они рассказывают Чану, что много лет знают его по Австралии, где его звали Артур Мэйо, и он был внешне чрезвычайно похож на своего брата Дэнни.
В больнице перед смертью раненый Смит успевает рассказать Чану, что слышал, как Шила сказала Файфу, что призналась Тарневерро в убийстве Мэйо. Файф подтверждает это и говорит, что после того, как Шила узнала, что у Мэйо есть жена в Англии, между ними последовала ссора, в ходе которой она застрелила его. Файф говорит, что признался в её убийстве, потому что любил Шилу и хотел, чтобы о ней сохранилась добрая память. Затем Смит рассказывает, что взял из гримёрки Шилы бриллиантовую заколку, у которой, как замечает Чан, откололся маленький кусочек. На полу под обеденным столом в доме Шилы Чан замечает царапину, которая, по его мнению, была оставлена ботинком, в котором, вероятно, застрял недостающий фрагмент заколки. В этот момент в Чана бросают нож, который вонзается рядом с ним в пол, но детектив считает, что на него покушался не убийца Шилы. Он полагает, что Шилу убил тот, кто сидел на стуле рядом с царапиной на полу.
Тем временем Джули принимает предложение Джимми и соглашается остаться с ним на Гавайях. Чан усаживает каждого на его место за столом, где он сидел прошлым вечером. Тарневерро садится в кресло рядом с царапиной, но при дальнейшем расследовании Чан выясняет, что после ночи убийства в этом кресле сидела горничная Анна. Когда Чан находит кусочек бриллиантовой заколки в каблуке её туфли, она сознаётся, что её настоящее имя — миссис Дэнни Мэйо, после чего сознается в убийстве Шилы. После этого Тарневерро признается, что в своё время прибыл из Англии в Голливуд, чтобы найти убийцу своего брата и передать его правосудию. Однако вчера всё пошло не по плану. Когда Шила призналась ему в убийстве Дэнни, он рассказал об этом Анне, которая не смогла сдержать эмоций и убила Шилу. Тарневерро говорит, что он действовал в этом деле вместе с Анной и просит разрешить ему разделить её судьбу. Когда Чан поручает арестовывать Анну, дворецкий Джессоп неожиданно выхватывает пистолет, но Чану вместе с Тарневерро удаётся обезоружить его. Джессоп признается, что застрелил Смита, потому что тот слишком много знал, и что это он бросил нож в Чана. Как раз в этот момент входит Кушимо с новой уликой, но Чан советует ему приберечь её для следующего дела.

## В ролях
- Уорнер Оулэнд — инспектор Чарли Чан
- Сэлли Эйлерс — Джули О’Нил
- Бела Лугоши — Тарневерро / Артур Мэйо
- Дороти Ревьер — Шила Фэй
- Виктор Варкони — Роберт Файф, бывший муж Шилы
- Мюррей Киннелл — Арчи Смит
- Роберт Янг — Джимми Броадшоу
- Вайолет Данн — Анна
- Джей. М. Керриган — Томас Макмастерс
- Мэри Гордон — миссис Макмастерс
- Рита Розелл — Луана
- Отто Ямаока — Кашимо
- Дуайт Фрай — Джессоп (в титрах не указан)
- Хэмилтон Макфэдден — Вэл Мартин (в титрах не указан)

## Создатели фильма и исполнители главных ролей
Американский писатель Эрл Дерр Биггерс более всего известен по популярному комедийному криминальному роману «Семь ключей к Болдпэйту» (1913), а также по шести романам о полицейском детективе из Гонолулу Чарли Чане, которые были опубликованы в 1925—1932 годах. Биггерс умер в 1933 году в возрасте 48 лет.
Режиссёр Хэмилтон Макфэдден в период с 1930 по 1945 год поставил 29 фильмов, среди которых «Величайшее дело Чарли Чана» (1933), «Вставайте и радуйтесь» (1934), «Чарли Чан в Париже» (1935) и «Ночной побег» (1937). Макфадден, известный также как актёр, сыграл в этом фильме небольшую роль режиссёра, который снимает Шилу Фэйн во вступительной сцене. Позже он появился в качестве подозреваемого в ремейке этой же истории «Чарли Чан в Рио» (1941).
Уорнер Оулэнд, начиная с 1915 года и вплоть до этой картины в 1938 году, сыграл в 66 фильмах, среди которых «Дон Жуан» (1926), «Скажите это морякам» (1926), «Когда мужчина любит» (1927), «Певец джаза» (1927), «Старый Сан-Франциско» (1927) и «Таинственный доктор Фу Манчу» (1929). В 1931 году Оулэнд впервые исполнил роль Чарли Чана, после его вплоть до 1937 года появился в этой роли ещё в 15 фильмах.
До своей звёздной заглавной роли в фильме «Дракула» (1931), Бела Лугоши успел сняться в 43 картинах, среди которых 28 венгерских и немецких немых фильмов 1917—1923 годов. В дальнейшем Лугоши прославился игрой в фильмах ужасов, таких как «Белый зомби» (1932), «Остров потерянных душ» (1932), «Чёрный кот» (1934), «Сын Франкенштейна» (1939) «Человек-волк» (1941) и «Похититель тел» (1945).
В этом фильме в роли директора по рекламе Джимми Брэдшоу дебютировал известный в будущем актёр Роберт Янг, а актёр С. Генри Гордон, сыгравший в этом фильме Хантли Ван Хорна (без упоминания в титрах), вплоть до 1940 года снялся ещё в четырёх фильмах о Чарли Чане.

## История создания фильма
Роман Эрла Дерра Биггерса «Чёрный верблюд» впервые был опубликован в журнале The Saturday Evening Post как роман с продолжением в период с 18 мая по 22 июня 1929 года. Сценарий фильма по роману Биггерса написали Барри Коннерс и Филип Кляйн.
Пять из шести романов Биггерса о Чане были экранизированы в период с 1926 по 1931 год. В дальнейшем фильмы о Чане снимались по оригинальным сценариям с использованием персонажа, придуманного Биггерсом.
Это второй фильм Уорнера Оулэнда, в котором он сыграл детектива Чарли Чана, и единственный из первых пяти фильмов с участием актёра, который сохранился. Первый фильм «Чарли Чан продолжает» (1931), а также последующие три — «Шанс Чарли Чана» (1932), «Величайшее дело Чарли Чана» (1933) и «Мужество Чарли Чана» (1934) — погибли в двух пожарах на студии Fox Film Corporation в 1937 году и считаются утраченными. В 1931 году Fox также выпустила испаноязычную версию фильма «Чарли Чан продолжает» под названием «Их было тринадцать» (исп.  Eran trece), которая сохранилась. Следующий из сохранившихся фильмов о Чане — «Чарли Чан в Лондоне» (1934).
Фильм находился в производстве с середины апреля до начала мая 1931 года и вышел в прокат 21 июня 1931 года.
Большая часть фильма снята на натуре в Гонолулу, в том числе, в отеле Royal Hawaiian. Фильм уникален как единственный из 47 фильмов киносериала о Чарли Чане, снятых на натуре в Гонолулу. Часть музыки также была записана в Гонолулу.
Во время работы над фильмом Биггерс посетил съёмочную площадку в Гонолулу и подарил экземпляр своего романа 1929 года Чангу Апане, реальному детективу полиции Гонолулу, который вдохновил писателя на создание образа Чарли Чана.

## Оценка фильма критикой
После выхода фильма на экраны рецензент «Нью-Йорк Таймс» отметил, что «по сравнению с предыдущими своими фильмами Чан не сильно изменился, и, судя по всему, у него много поклонников». Автор статьи полагает, что зрителям «понравился этот фильм», хотя весёлого в нём не так много. «Почти все в тот или иной момент замешаны в интригах с убийством. Там присутствуют люди женатые, люди разведенные и с мотивами; и те, кто только надеется на то, что называется любовью, — и с мотивами. Есть даже художник, живущий среди туземцев, как персонаж Сомерсета Моэма, а также слуги, провидец и множество бродяг гавайского побережья». Как пишет рецензент, «любезный Чарли Чан следует за наводками до конца, сохраняет свои вежливые манеры, даже когда гаснет свет и ножи свистят у него над головой, и произносит спокойные афоризмы Эрла Дерра Биггерса». По мнению критика, «Уорнер Оулэнд в роли Чана даёт в картине хорошую и ровную игру».
Как пишет современный кинокритик Брюс Эдер, это «один из наиболее популярных сегодня детективных фильмов начала 1930-х годов, несмотря на то, что он страдает от многих обычных трудностей, с которыми приходится сталкиваться фильмам этого жанра». Это также «самый ранний из циркулирующих (и, возможно, существующих) фильмов Fox о Чарли Чане», который здесь «доставляет удовольствие своей живой и скромной манерой поведения», а также своими афоризмами. По мнению Эдера, «главная причина сохраняющейся привлекательности фильма сегодня заключается в качестве актёрской игры Оулэнда и Белы Лугоши», за которыми увлекательно наблюдать накануне их подъёма к успеху. Чан в исполнении Оулэнда умело разбирается со списком подозреваемых, руководит своим благонамеренным, но бестолковым подчинённым Кашимо (Отто Ямаока), а также управляется со своей семейной жизнью, сохраняя при этом «хладнокровное и рассудительное поведение на протяжении всего фильма, несмотря на покушения на его собственную жизнь и полный сленга лепет его детей, который детектив едва ли понимает». Эдер также обращает внимание на игру «актёров второго плана, особенно, Мюррея Киннелла, Виктора Варкони и Сэлли Эйлерс, которые достаточно живы и интересны, помогая успеху фильма». Кроме того, как отмечает Эдар, по сравнению с обычным фильмом о Чане «этот фильм интересно смотреть по многим причинам», начиная с «тайны, которая уходит корнями в нераскрытое голливудское убийство конца 1920-х годов», что было частью сенсационной на тот момент темы тёмной стороны голливудской жизни, до «обширных натурных съемок на Гавайях». Вместе с тем, по мнению критика, картине свойственны «недостатки многих фильмов, снятых в раннюю звуковую эру, включая относительно неподвижную камеру и сцены, которые затянуты чуть дольше, чем нужно, некоторые реплики, которые проговариваются слишком тщательно, и полное отсутствие музыки на заднем плане, за исключением музыки, исполняемой в кадре (в данном случае, полностью гавайской)».
В рецензии TV Guide подчёркивается, что съёмки фильма проходили на Гавайях, а одной из самых впечатляющих сцен в картине стала сцена, в которой Чан завтракает со своей женой и десятью детьми. Киновед Дерек Виннерт охарактеризовал картину как «экзотический, с хорошим сюжетом детективный триллер режиссёра Хэмилтона Макфэддена», который является «самым ранним из сохранившихся фильмов в киноцикле о Чарли Чане от студии Fox». По мнению критика, «Оулэнд кажется идеальным исполнителем роли знаменитого лукавого восточного детектива». «Приятным бонусом» является также появление Белы Лугоши в роли знаменитого голливудского мистика и духовного консультанта Тарневерро.